# Gilchristidae
Famille
Les Gilchristidae sont une famille de Ciliés de la classe des Litostomatea et non attribués à un ordre par GBIF.

## Étymologie
Le nom de la famille vient du genre type Gilchristia (genre renommé Digilchristia pour des raisons d'homonymie), donné en l'honneur du Docteur John Dow Fisher Gilchrist ichtyologiste sud-africain.

## Description
Digilchristia a une taille, moyenne à grande. Sa forme est une ellipsoïde aplatie latéralement. Il nage librement dans son milieu de vie. Ses cils somatiques sont non rétractables, disposés en plusieurs bandes équatoriales et/ou postérieures. Il dispose d'une ou deux plaques squelettiques. La ciliature buccale est une polybrachycinétie adorale rétractable, accompagnée de cinéties paralabiales, et de polybrachycinétie vestibulaire s'étendant longitudinalement dans la cavité buccale. Le macronoyau est allongé. Un micronoyau est présent. Les vacuoles contractiles sont dorsales. Le cytoprocte est en région postérieure.

## Habitat
Digilchristia a été découvert dans le côlon de Rhinocéros blancs d'Afrique du Sud.

## Liste des genres
Selon GBIF (4 juillet 2023) et IRMNG (4 juillet 2023) :
- Digilchristia Ito, Van Hoven, Miyazaki & Imai, 2006
  - Espèce type : Gilchristia artemis Ito et al., 2006
- Gilchristia Ito, Van Hoven, Miyazaki & Imai, 2006
  - Espèce type : Digilchristia draconis Ito et al., 2006

## Systématique
Le nom valide de ce taxon est Gilchristidae Ito (d), van Hoven (d), Miyazaki (d) & Imai (d), 2006.
Le nom de genre Gilchristia Ito et al., 2006 étant l'homonyme junior de Gilchristia Jordan, 1907 (Poisson) et Gilchristia Burton, 1928 (éponge Porifera) a été remplacé par Digilchristia Ito et al., 2006 en vertu du Code international de nomenclature zoologique (1999), l'article 60.3 stipulant que « un homonyme junior sans synonyme doit être remplacé par un nouveau nom de substitution avec son propre auteur et sa propre date ».

## Publication originale
- (en) Akira Ito, Wouter Van Hoven, Yutaka Miyazaki et Soichi Imai, « New entodiniomorphid ciliates from the intestine of the wild African white rhinoceros belong to a new family, the Gilchristidae », European Journal of Protistology, Elsevier, vol. 42, no 4,‎ 6 octobre 2006, p. 297-307 (ISSN 0932-4739, 1618-0429 et 0932-4739, PMID 17113475, DOI 10.1016/J.EJOP.2006.07.006).